# Unai Simón
Unai Simón Mendibil, cunoscut ca Unai Simón, (n. 11 iunie 1997, Vitoria, Comunitatea Autonomă a Țării Basce, Spania) este un jucător de fotbal spaniol care joacă pe postul de portar la Athletic Bilbao în La Liga și pentru Echipa națională de fotbal a Spaniei.

## Carieră
Pe 27 iulie 2018, jucătorul a fost împrumutat la Elche CF, fiind chemat din nou doar 20 de zile mai târziu (pe 15 august), din cauza absențelor în poartă după plecarea lui Kepa și a accidentării lui Iago Herrerin în pre-sezon. În acea perioadă a jucat trei meciuri amicale cu echipa împotriva lui Alcoyano, Granada și Almería.
Pe 20 august, a debutat cu Athletic Club, pe San Mamés, în victoria cu 2-1 împotriva lui CD Leganes, semnând o mare performanță. Pe 15 septembrie, în cel de-al treilea joc, a fost cheia pentru a obține o remiză împotriva Real Madrid (1-1). Pe 29 septembrie a avut o performanță remarcabilă în remiza împotriva lui FC Barcelona (1-1), pe Camp Nou, care a încheiat o serie de paisprezece înfrângeri consecutive în campionat împotriva echipei Blaugrana. Cu toate acestea, odată cu recuperarea lui Herrerín, a fost portarul de rezervă pentru restul sezonului.
În cel de-al doilea sezon al său a ocupat poziția de start, devenind unul dintre cei mai remarcabili portari din La Liga datorită intervențiilor sale. Pe de altă parte, a obținut locul trei în Trofeul Zamora, pe lângă faptul că a ajuns în finala Copa del Rey.
La 4 februarie 2021, a fost decisiv în calificarea în semifinalele Copa del Rey prin oprirea a două penalty-uri în runda disputată, pe stadionul Benito Villamarín, împotriva lui Real Betis.

## Palmares
Athletic Bilbao
- Copa del Rey: 2023-24

Finalist 2019–20, 2020–21
- Supercopa de España: 2021[6]

Spania U19
- Campionatul European de Fotbal sub 19 ani: 2015

Spania U21
- Campionatul European de Fotbal Under-21: 2019[7]

Spania
- Campionatul European de Fotbal: 2024[8]

- Liga Națiunilor UEFA: 2022–23;[9] finalist: 2020–21[10]